# Don Giovanni (album)
Don Giovanni è il 16º album discografico di Lucio Battisti, pubblicato il 24 marzo del 1986 dall'etichetta discografica Numero Uno. È generalmente considerato uno dei migliori dischi di Battisti e il capolavoro tra quelli realizzati con Pasquale Panella.

## Descrizione
Battisti pubblicò quest'opera dopo ben tre anni e mezzo di silenzio. L'album precedente E già risaliva al settembre del 1982 ed era contraddistinto da sonorità interamente elettroniche e da testi non più scritti da Mogol. Dopo la parentesi sperimentale di E già, l'artista muta ancora rotta e per la prima volta si avvale della collaborazione del paroliere Pasquale Panella i cui singolari testi, ricchi di doppi sensi e giochi di parole, sono la prima novità di questo album. È stato accertato nel corso degli anni, anche da dichiarazioni di Pasquale Panella nella prima edizione del libro di Luciano Ceri del 1996, che questo fu l'unico album del loro binomio le cui musiche furono scritte prima dei testi. Il metodo si invertì dal successivo album L'apparenza.
Anche per quanto riguarda la musica, Battisti compie una svolta rispetto all'album precedente, scrivendo melodie più compiute e simili ai suoi classici, ariosi canoni, i cui arrangiamenti rappresentano una felice sintesi tra sonorità elettroniche e tradizionali, col ritorno di archi e sassofoni. La title track Don Giovanni è una risposta di Battisti a Mogol che gli aveva rivolto parole pungenti dopo la conclusione del loro rapporto professionale, nel brano La massa indistinguibile, interpretato da Mango nell'album Australia, uscito l'anno precedente.
Inizialmente Lucio Battisti autorizzò la stampa su vinile e su musicassetta, ma la proibì su compact-disc, in quanto diffidente circa la resa delle sue canzoni su questo strumento di riproduzione da lui giudicato "freddo". Battisti autorizzò la ristampa dell'album su CD solamente a otto anni di distanza, nel 1994. Della versione su CD esiste una prima versione, di cui sembra che siano state vendute circa 3000 copie, che contiene due errori: l'immagine di copertina ridimensionata rispetto a quella dell'LP e all'interno un libretto con i testi dei brani; dato che Battisti voleva che l'immagine di copertina non fosse ridimensionata ed era contrario alla presenza dei testi (che pure erano presenti nella busta interna dell'album), questa versione fu subito ritirata dal mercato e rimpiazzata con una senza errori. La prima versione oggi ha un valore collezionistico di circa 150 €.

### Brani inediti
Si ritiene che per questo disco siano state composte altre cinque canzoni, poi scartate dalla scaletta finale e mai più pubblicate.
Si ritiene che due registrazioni inedite, facenti parte di una serie di nastri inviati in forma anonima a Leo Turrini e Tullio Lauro nel 1995 e il cui testo appare chiaramente scritto da Pasquale Panella, siano parte delle composizioni scartate.
La più famosa è Il gabbianone, un pezzo di grande bellezza e di un livello di rifinitura piuttosto avanzato; ci si è più volte interrogati su quale motivo abbia portato Battisti ad escluderla. L'altra si intitola Il bell'addio, in forma di provino con solo tastiera e batteria elettronica. In entrambi i casi la registrazione completa è trapelata ed è disponibile su Internet.

## Accoglienza
| Recensione             | Giudizio             |
| ---------------------- | -------------------- |
| Ondarock               | 8 / 10 – consigliato |
| AllMusic               | [ 13 ]               |
| Storia della musica.it | [ 14 ]               |

Nonostante gli schemi informali, i testi anticonvenzionali e la radicale rottura con ogni forma metrica, l'album ebbe un grande successo: fu il 3º album più venduto in Italia del 1986, raggiungendo come picco nella classifica settimanale il primo posto, dove rimase per circa 10 settimane consecutive e tra i primi dieci per 25 settimane (informazioni prese dalle principali classifiche dell’epoca). Nel primo mese furono vendute 250 000 copie.

## Tracce
Lato A
Testi di Pasquale Panella, musiche di Lucio Battisti.
1. Le cose che pensano – 4:25
2. Fatti un pianto – 4:55
3. Il doppio del gioco – 4:14
4. Madre pennuta – 4:28

Lato B
Testi di Pasquale Panella, musiche di Lucio Battisti.
1. Equivoci amici – 3:53
2. Don Giovanni – 3:40
3. Che vita ha fatto – 4:01
4. Il diluvio – 6:24

## Formazione
- Lucio Battisti: voce
- Greg Walsh: batteria
- Ray Russell: chitarra
- Robin Smith: pianoforte
- Skaila Kanga: arpa
- Andy Pask: contrabbasso
- Gavyn Wright: violino
- Guy Barker: tromba
- Phil Todd: sax
- Ted Hunter: corno

## Cover
Nel 1990 Sergio Cossu (ex-Matia Bazar) ha realizzato con Paolo Fresu una cover di Le cose che pensano nell'album Ci ritorni in mente, omaggio dal mondo del jazz e del pop italiano a Lucio Battisti. Nel 2001 Ron ha reinterpretato il brano Le cose che pensano nell'album Cuori di vetro.  Nel 2018 Rachele Bastreghi (di Baustelle) ha inciso una cover di Le cose che pensano; Federico Fiumani & Daniele Biagini hanno inciso una cover di Gabbianone; Larsen & Little Annie hanno inciso una cover di Don Giovanni; Alexander Robotnick & Bottin hanno inciso una cover di Fatti un pianto.
I suddetti brani appaiono nell'album LB/R La Bellezza Riunita.